# Thalamos
Thalamos (altgriechisch θάλαμος) bezeichnet bei Homer einen inneren, privaten Raum eines Hauses, später insbesondere das eheliche Schlafgemach, im übertragenen Sinn einen Kernbereich, weshalb auch
- das Allerheiligste eines Tempels,[1]
- die unterste Ruderreihe bei Schiffen und
- bei Luxusschiffen der Aufbau für Eigner und Gäste (siehe Thalamegos)

so bezeichnet wurden.
Auch das eherne Gemach, in dem der Sage nach Danaë von ihrem Vater Akrisios eingeschlossen wurde, und zu dem sich Zeus in Form eines Goldregens Zutritt verschaffte, hieß Thalamos.
Als Thalamoi bezeichnet Pausanias auch zwei Weihgeschenke in Olympia, die er im Schatzhaus der Sikyonier gesehen habe: Die Thalamoi seien aus Bronze und im ionischen bzw. dorischen Stil gestaltet, was die Annahme zulässt, dass es sich um Objekte mit architektonischer Form gehandelt haben könnte (Naiskoi?). Eine Weihinschrift auf dem kleineren Thalamos nenne Myron I., den Tyrannen von Sikyon, und den Demos der Sikyonier als Stifter. Laut Pausanias habe der Tyrann anlässlich seines Sieges 648 v. Chr. im Wagenrennen in Olympia sowohl das Schatzhaus errichten lassen als auch die Thalamoi gestiftet. Doch scheint Pausanias hierbei die Weihinschrift auf dem kleinen Thalamos irrtümlich auf den Bau und den großen Thalamos übertragen zu haben.
Nach Vitruv wurden speziell zwei im griechischen Haus seitlich der Vorhalle (Prostas) gelegene Räume als Thalamos und Amphi-Thalamos (oder Anti-Thalamos) bezeichnet.
Schließlich führte die Bedeutung von Thalamos als „innerster Kernbereich“ in der Neuzeit dazu, dass man in der Anatomie einen Teil des Zwischenhirns als Thalamus bezeichnet hat.